# Hélène Hesters
Hélène Hesters (* 3. Januar 2005 in Gent) ist eine belgische Radsportlerin und betreibt Bahn- und Straßenradsport. Sie ist seit Juli 2020 im Radsport aktiv.

## Karriere
Hesters war eine Turnerin, stieg aber während der COVID-19-Pandemie, als Hallensport nicht mehr möglich war, auf Radsport um. Ihr älterer Bruder ist der Radprofi Jules Hesters.
Anfang 2022 gewann Hesters bei den belgischen Bahnradsport-Meisterschaften die Titel in der Einerverfolgung und im Scratch der Juniorinnen sowie die Meisterschaft im Madison der Elite (mit Febe Jooris). Ende Mai gewann sie bei den Juniorinnen die belgische Straßenradmeisterschaft in Moorslede. Sie gewann außerdem die Bronzemedaille im Punktefahren und im Madison (erneut mit Jooris) bei den Bahn-Europameisterschaften in Anadia (Portugal).
Anfang 2023 gewann sie bei den nationalen Bahnmeisterschaften in Gent nicht weniger als sieben belgische Titel bei den Juniorinnen. Im zweiten Jahr als Juniorin gewann Hesters zudem zweimal das Europameistertrikot im Omnium und im Ausscheidungsrennen bei der Europameisterschaft der Junioren und U23 in Anadia. Außerdem wurde sie an der Seite von Laerke Expeels zweimal Vize-Europameisterin in der Einerverfolgung und im Madison. Ende 2023 fuhr sie in der Track Champions League und belegte in der Gesamtwertung der Ausdauer-Kategorie den 13. Platz.
Zur Saison 2024 wurde Hesters Mitglied im Liv AlUla Jayco Women’s Continental Team, dem Development Team des UCI Women’s WorldTeams Liv AlUla Jayco. Im Juli 2024 wurde sie für die Teilnahme an den Olympischen Spielen 2024 in Paris nominiert. Mit Katrijn De Clercq belegte sie dort im Zweier-Mannschaftsfahren Platz zehn.
Am 25. Januar 2025 stellte Hesters bei den belgischen Bahn-Meisterschaften mit 4:42,154 einen Weltrekord in der Einerverfolgung auf, die seit Anfang des Jahres über 4000 statt wie bisher über 3000 Meter ausgetragen wurde. Kurz darauf gewann sie mit Silber im Ausscheidungsfahren der Europameisterschaften 2025 erstmals eine internationale Medaille in der Elite.

## Erfolge

### Bahn
2022
- Junioren-Europameisterschaft – Punktefahren, Zweier-Mannschaftsfahren (mit Febe Jooris)
- Belgische Junioren-Meisterin – Einerverfolgung, Scratch
- Belgische Meisterin – Zweier-Mannschaftsfahren (mit Febe Jooris)

2023
- Junioren-Weltmeisterschaft – Omnium
- Junioren-Europameisterin – Ausscheidungsfahren, Omnium
- Junioren-Europameisterschaft – Einerverfolgung, Zweier-Mannschaftsfahren (mit Laerke Expeels)
- Belgische Junioren-Meisterin – Ausscheidungsfahren, Keirin, Zeitfahren, Omnium, Punktefahren, Einerverfolgung, Scratch, Zweier-Mannschaftsfahren (mit Luca Vierstraete)

2023/24
- Belgische Meisterin – Zweier-Mannschaftsfahren (mit Katrijn De Clercq)

2024
- U23-Europameisterin – Zweier-Mannschaftsfahren (mit Katrijn De Clercq)

2025
- Belgische Meisterin – Einerverfolgung (Weltrekord: 4:42,154)
- Europameisterschaften – Ausscheidungsfahren
- U23-Europameisterschaft – Mannschaftsverfolgung (mit Lani Wittevrongel, Luca Vierstraete und Marith Vanhove), Zweier-Mannschaftsfahren (mit Marith Vanhove)

### Straße
2022
- Belgische Junioren-Meisterin – Straßenrennen

2023
- Belgische Junioren-Meisterin – Straßenrennen